# Mick Mars
Mick Mars, född Robert Alan Deal den 4 maj 1951 i Terre Haute, Indiana, är en amerikansk musiker, känd som gitarrist i bandet Mötley Crüe.
Det var Mick Mars som kom på namnet "Mötley Crüe". Mars har spelat en viktig roll i gruppens låtskrivande, ofta i samarbete med Nikki Sixx.
År 2007 skrev Mick Mars två låtar tillsammans med det svenska sleazerock-bandet Crashdïet, I Don't Care och Alone. 
1. ↑  läs online, marriedceleb.com .[källa från Wikidata]
2. ↑  läs online, www.grunge.com .[källa från Wikidata]
3. ↑  läs online, www.nbclosangeles.com  .[källa från Wikidata]
4. ↑  läs online, www.chron.com  .[källa från Wikidata]